# Tilman Riemenschneider
Pour les articles homonymes, voir Riemenschneider.
Tilman Riemenschneider (né vers 1460 à Heilbad Heiligenstadt (localité d'Eichsfeld), et mort à Wurtzbourg le 7 juillet 1531) est un sculpteur qui œuvre principalement à Wurtzbourg dès 1483. Il fut l'un des plus prolifiques sculpteurs du Moyen Âge, et un maître de la sculpture sur pierre et sur bois.

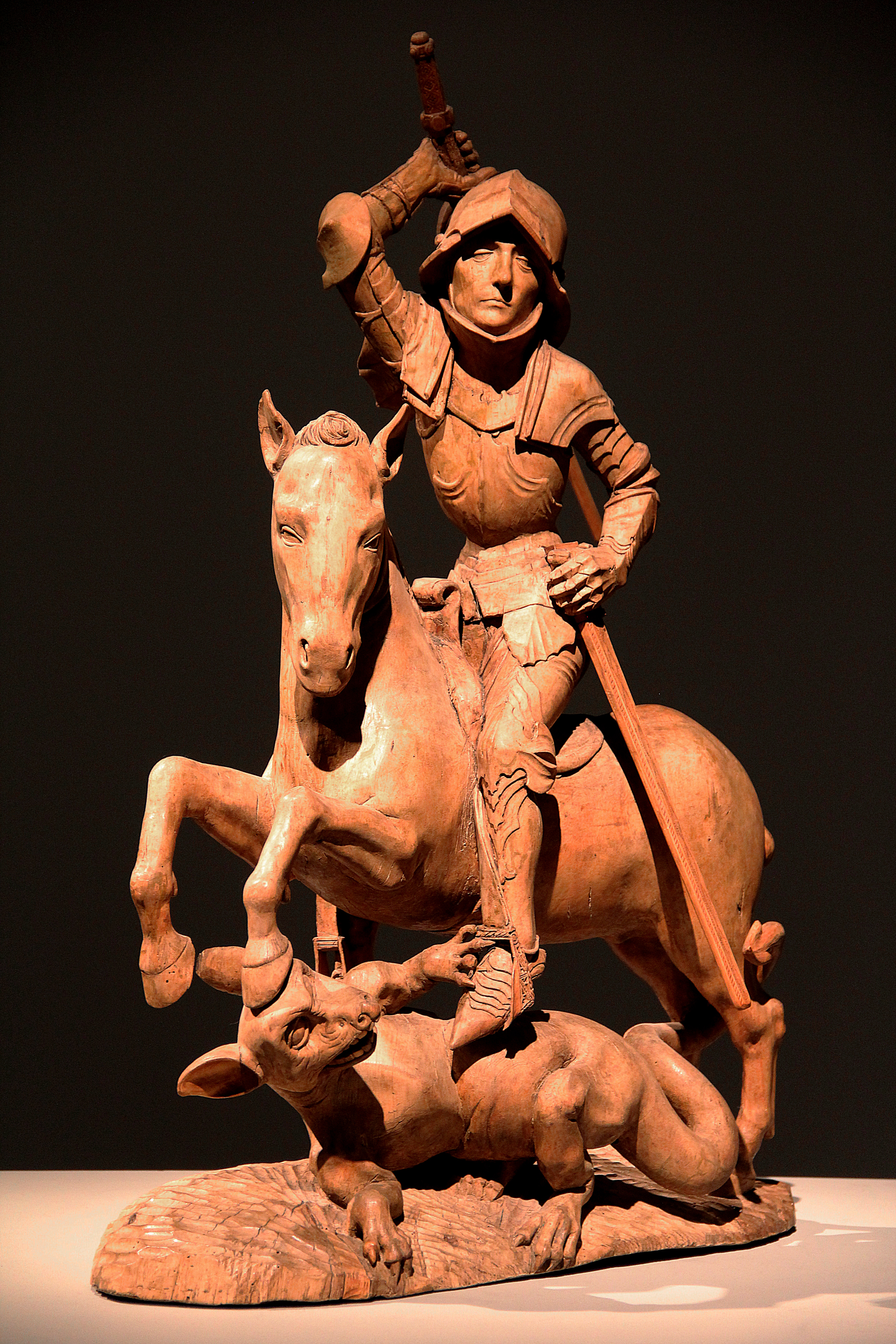
Saint Georges terrassant le dragon (~ 1490).

## Biographie
Tilman Riemenschneider naît vers 1460 à Heiligenstadt en Thuringe, grandit à Osterode,  mais passe la plus grande partie de sa vie à Wurtzbourg.
Vers 1473, il se forme au métier de sculpteur. Il apprend la sculpture sur pierre probablement à Erfurt et la sculpture sur bois à Ulm, dans l'atelier de Michel Erhart. On trouve dans ses œuvres des emprunts à Nicolas Gerhaert de Leyde et aux gravures de Martin Schongauer,.
À Wurtzbourg, il est accueilli dans la guilde de Saint-Luc, corporation des peintres, des sculpteurs et des vitriers, et prête le serment de compagnon le 7 décembre 1483. En 1485, il épouse la veuve d'un orfèvre, accèdant ainsi au statut de citoyen et maître. En 1504, il entre au conseil communal de Wurtzbourg. Il occupe aussi la charge de bourgmestre (1520-1521), mais est exclu du conseil, emprisonné et torturé  pour avoir soutenu les insurgés contre les princes lors de la guerre des Paysans allemands,.
Jusqu'à son décès en 1531, les documents ne mentionne plus son nom concernant le conseil de la ville. Une dernière commande pour des travaux de réparation sur un retable à Kitzingen date de 1527. C'est seulement au XIXe siècle qu'on redécouvre Tilman Riemenschneider comme un artiste majeur de la Renaissance. On ne retrouve sa tombe qu'en 1822,.

## Son art
Les sculptures de pierre et de bois créées par Tilman Riemenschneider se distinguent par des visages expressifs (souvent avec une vue tournée vers l'intérieur) et par des drapés détaillés et parfaitement rendus. Quelques-uns de ses travaux n'ont été qu'ébauchés. Il est le premier sculpteur important chez lequel cela est le cas.
Ses successeurs et/ou élèves furent Peter Breuer, Philipp Koch, mais aussi beaucoup d'autres aujourd'hui oubliés[Lesquels ?].

## Œuvres majeures

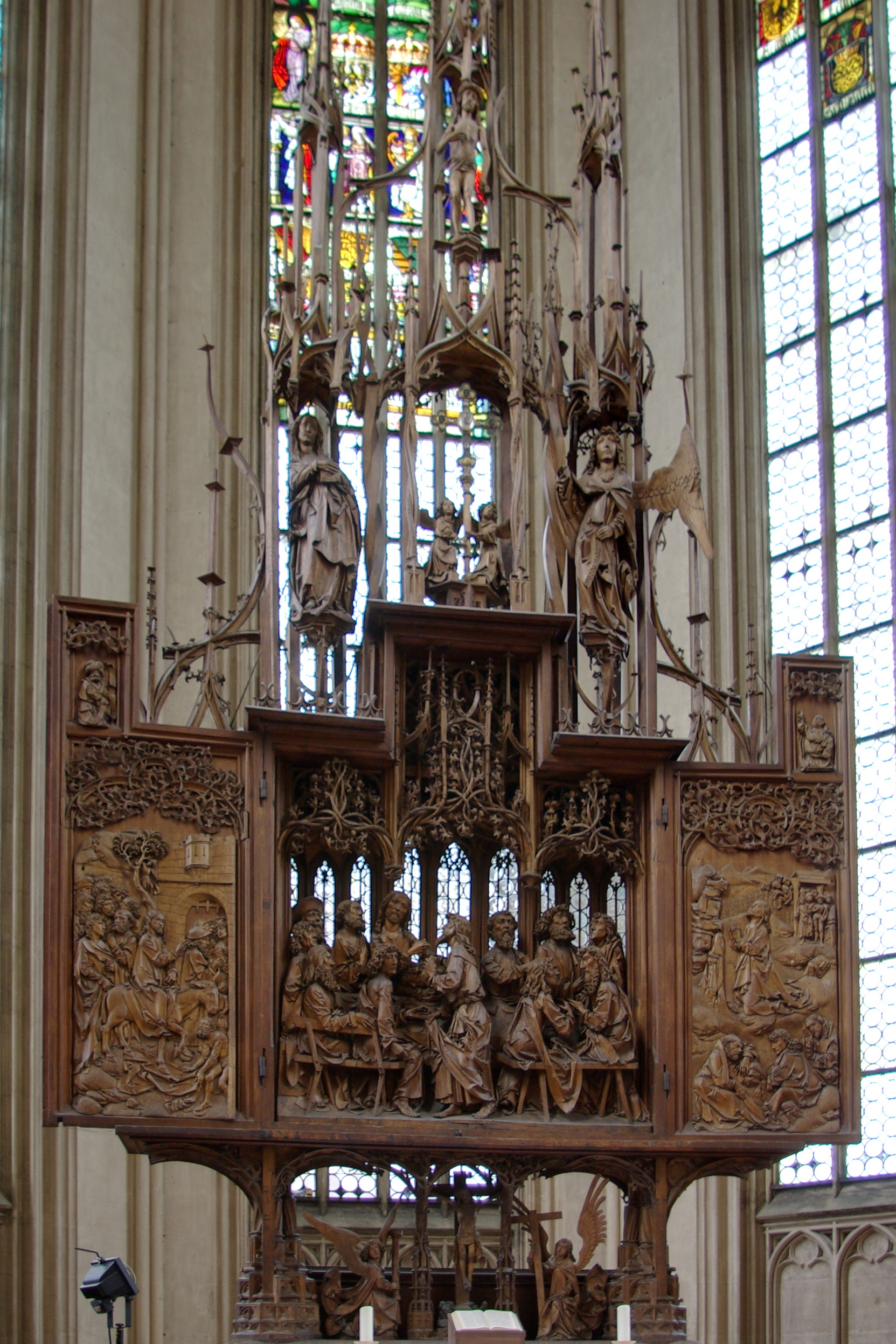
Le retable du Saint-Sang à Rothenburg ob der Tauber.

La plus grande collection des œuvres de Riemenschneider se trouve au Mainfränkisches Museum dans la forteresse de Marienberg à Wurtzbourg.
- Hassenbacher Vesperbild (église d'Hassenbach, Pfarrkirche), vers 1490, bois
- Le retable de l'adieu aux apôtres (Kleinschwarzenlohe près de Nuremberg), 1491
- Le retable de Marie-Madeleine à Münnerstadt, 1490-92
- Adam et Ève (Wurtzbourg, Mainfränkisches Museum), 1491-93, sculptures en grès.
- Tombe de l'évêque Rudolf von Scherenberg (cathédrale Saint-Kilian de Wurtzbourg), 1496-99
- Tombe impériale dans la cathédrale Saint-Pierre et Saint-Georges de Bamberg, 1499-1513
- Sainte Anne et ses trois maris (Munich, Bayerisches Nationalmuseum, vers 1505-1510, bois.
- Déploration de la Vierge (Wurtzbourg, Mainfränkisches Museum), vers 1505
- Le retable de la Vierge à Creglingen, vers 1505-08, bois
- Crucifixion (église St. Nikolas à Eisingen), 1500-1505
- Le retable du Saint-Sang (église Saint-Jacques, Rothenburg ob der Tauber), 1501-1505, bois
- Le Retable de la Crucifixion (église de Detwang), 1510-13
- Tombe de l'évêque Lorenz von Bibra (Wurtzbourg, cathédrale), 1520-22
- Madone à la couronne de roses (église de pèlerinage de Weinbergen, près de Volkach), vers 1521-24
- Déploration de Christ (église abbatiale de Maidbronn près de Wurtzbourg), 1525

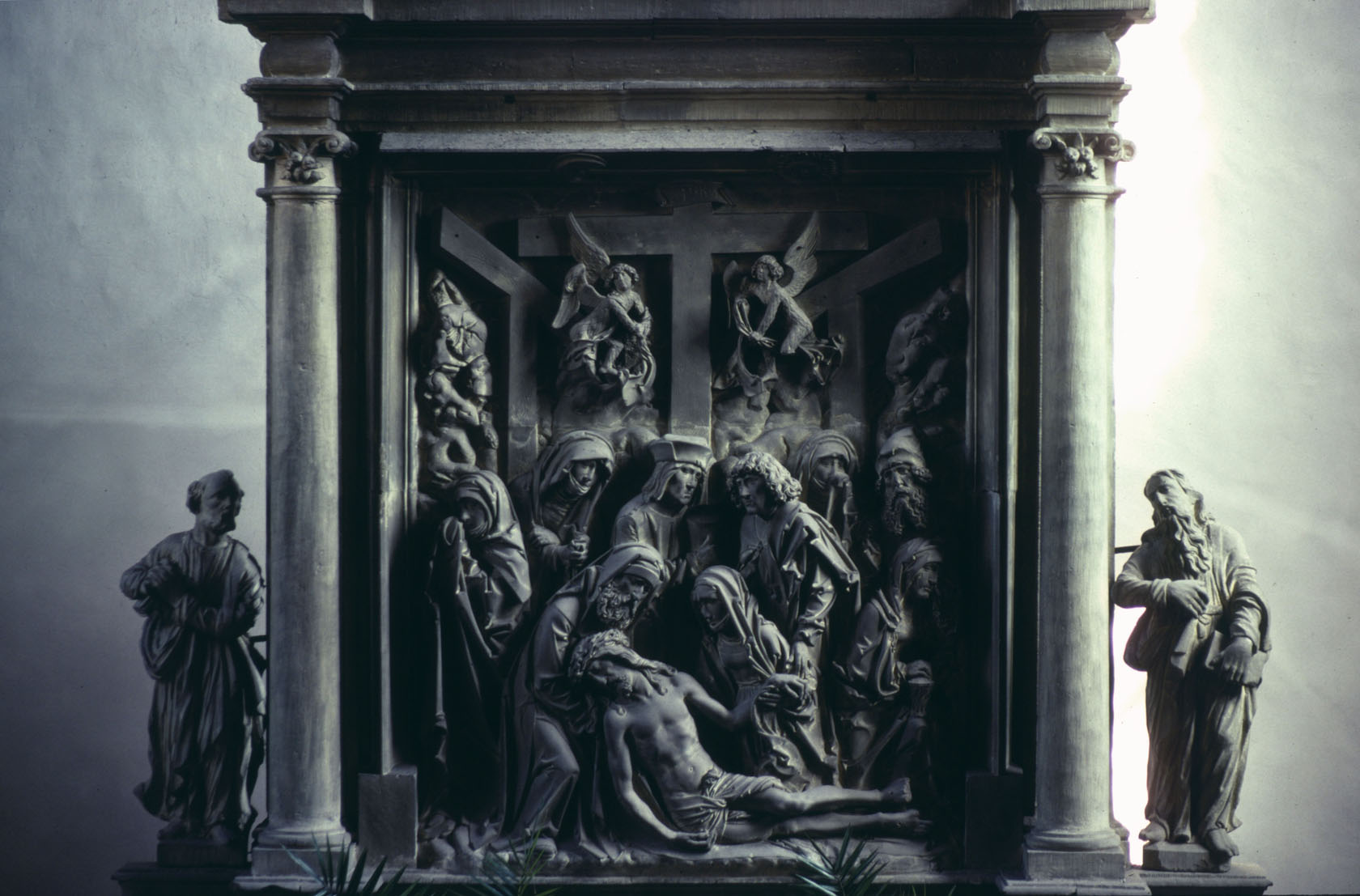
Déploration de Christ, Maidbronn.
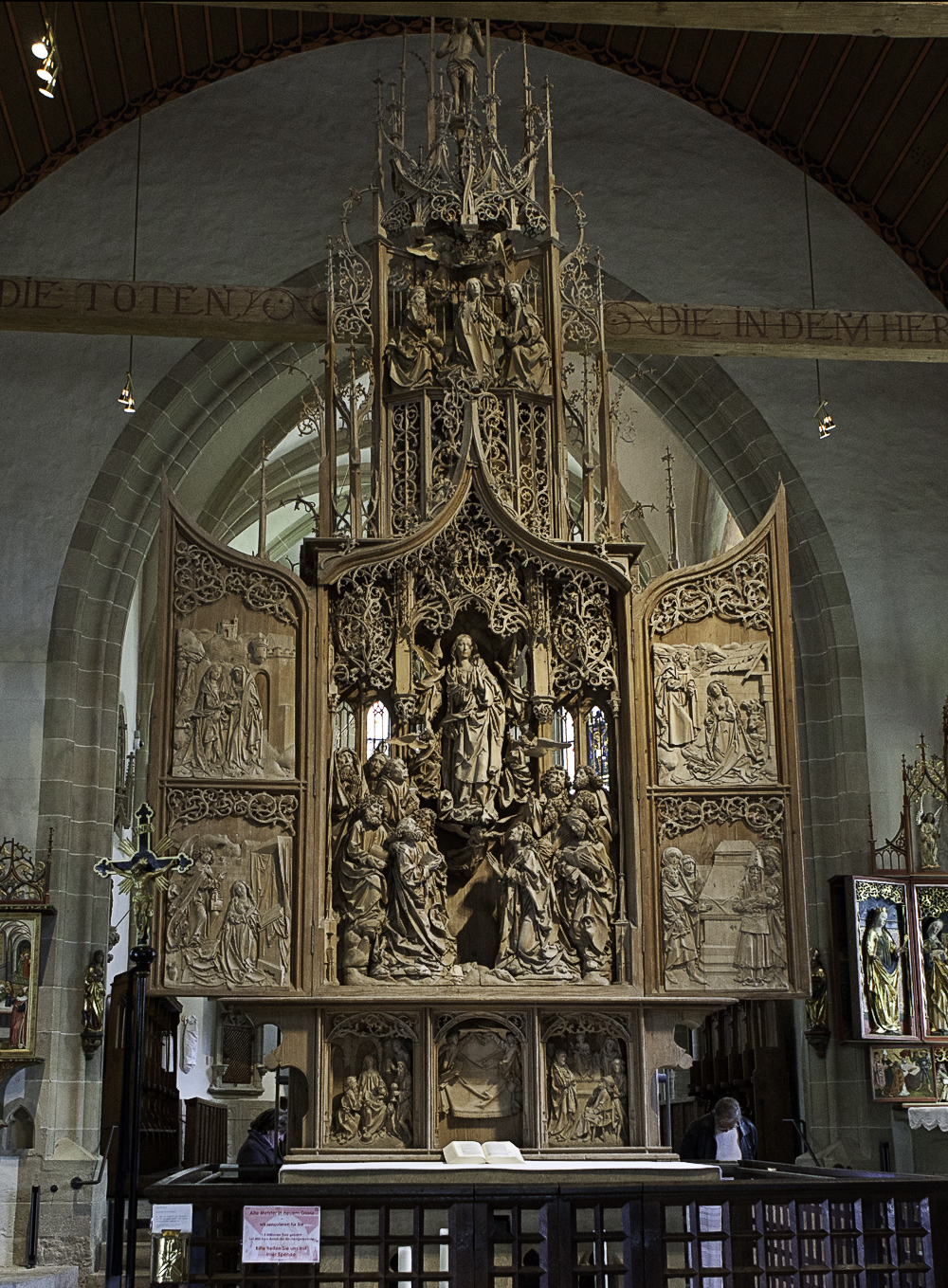
Le retable de la Vierge, à Creglingen.
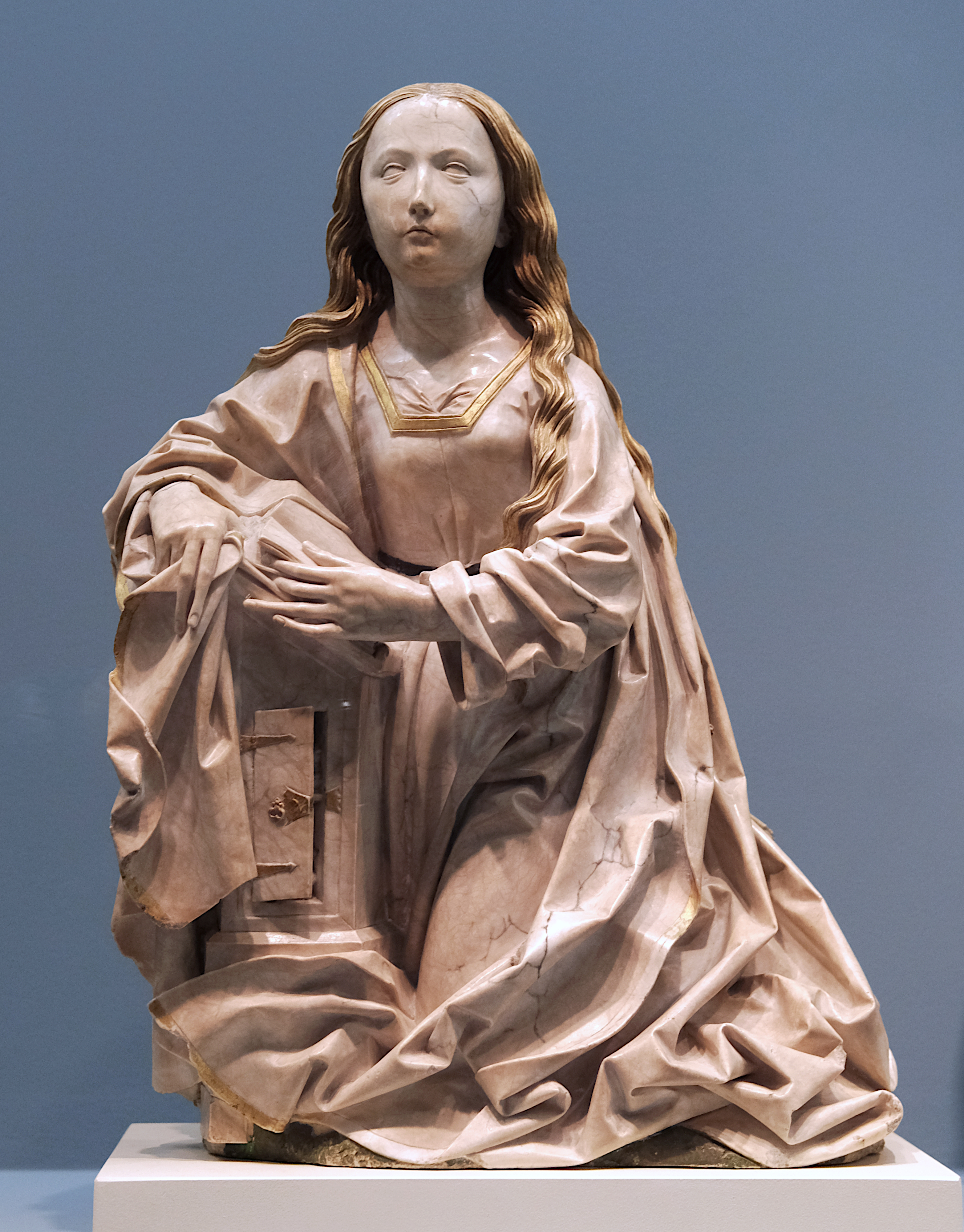
Vierge de l'Annonciation, albâtre peint (Louvre, RF1384).